# HMS Discovery (1789)
HMS Discovery was een schip van de Royal Navy, te water gelaten in 1789 en vooral bekend als het vlaggenschip bij de verkenning van de Noord-Amerikaanse westkust tijdens de expeditie van George Vancouver in 1791-1795. In 1798 werd het schip omgebouwd tot een bombardeerschip. Later vocht het mee tijdens de zeeslag bij Kopenhagen. Na nog enkele jaren te hebben gediend als een hospitaalschip werd het uiteindelijk een transportschip voor gevangenen. Die laatste functie had het tot 1831. In 1834 werd het schip gesloopt.

## Eerste Jaren
De Discovery werd te water gelaten in 1789 en aangekocht door de Royal Navy in 1790. Het schip werd vernoemd naar de vorige HMS Discovery, een van de schepen die gebruikt waren bij de derde reis van James Cook naar de Stille Oceaan. De eerdere Discovery was het schip waarop George Vancouver als cadet had gediend.
De Discovery was een driemasts volschip met een standaardbemanning van honderd man. Het werd ontworpen en gebouwd voor een ontdekkingsreis naar de zuidelijke walvisgebieden.
De eerste kapitein op de Discovery was Henry Roberts, met Vancouver als zijn eerste luitenant. Toen in 1789 echter de Nootka Sound Crisis begon, een dispuut tussen Engeland en Spanje over de Nootka Sound, een baai aan de westkust van Vancouvereiland, werden Roberts en Vancouver op andere posten geplaatst. Het schip werd een depot in Chatham, bedoeld voor het huisvesten van onder dwang gerekruteerde matrozen (press gangs). Later keerde Vancouver terug als kapitein, met de opdracht om met het schip assistentie te verlenen in de Nootka Sound Conventions.

## Ontdekkingsreizen

### Zuidelijk halfrond
Op 1 april 1791 verlieten de Discovery en HMS Chatham Engeland. Beide schepen deden Kaapstad aan alvorens de zuidkust van Australië te verkennen. Archibald Menzies, de scheepsarts op de Discovery, verzamelde bij King George Sound verscheidene planten waaronder de kokervrucht (Banksia grandis). Dit was de eerste keer dat soorten van het geslacht Banksia uit West-Australië werden gemeld. Beide schepen zeilden voort naar Hawaï, waar Vancouver een ontmoeting had met Kamahameha I, de latere koning. De Chatham en de Discovery voeren vervolgens door naar het noordwesten van de Stille Oceaan.

### Noordwest-Amerika
In de loop van de volgende 4 jaren bracht Vancouver de kust van de noordelijke Stille Oceaan in kaart. Overwinteren deed hij in Las Californias of Hawaï. Vancouver vernoemde vele landschapselementen naar vrienden en metgezellen, bijvoorbeeld:
- Mount Baker, vernoemd naar zijn derde luitenant Joseph Baker, die als eerste de berg zag
- Mount St. Helens, vernoemd naar Alleyne Fitzherbert, eerste baron van St. Helens
- Puget Sound, naar tweede luitenant Peter Puget,[3] die de zuidkant van deze baai verkende
- Mount Hood
- Mount Rainier

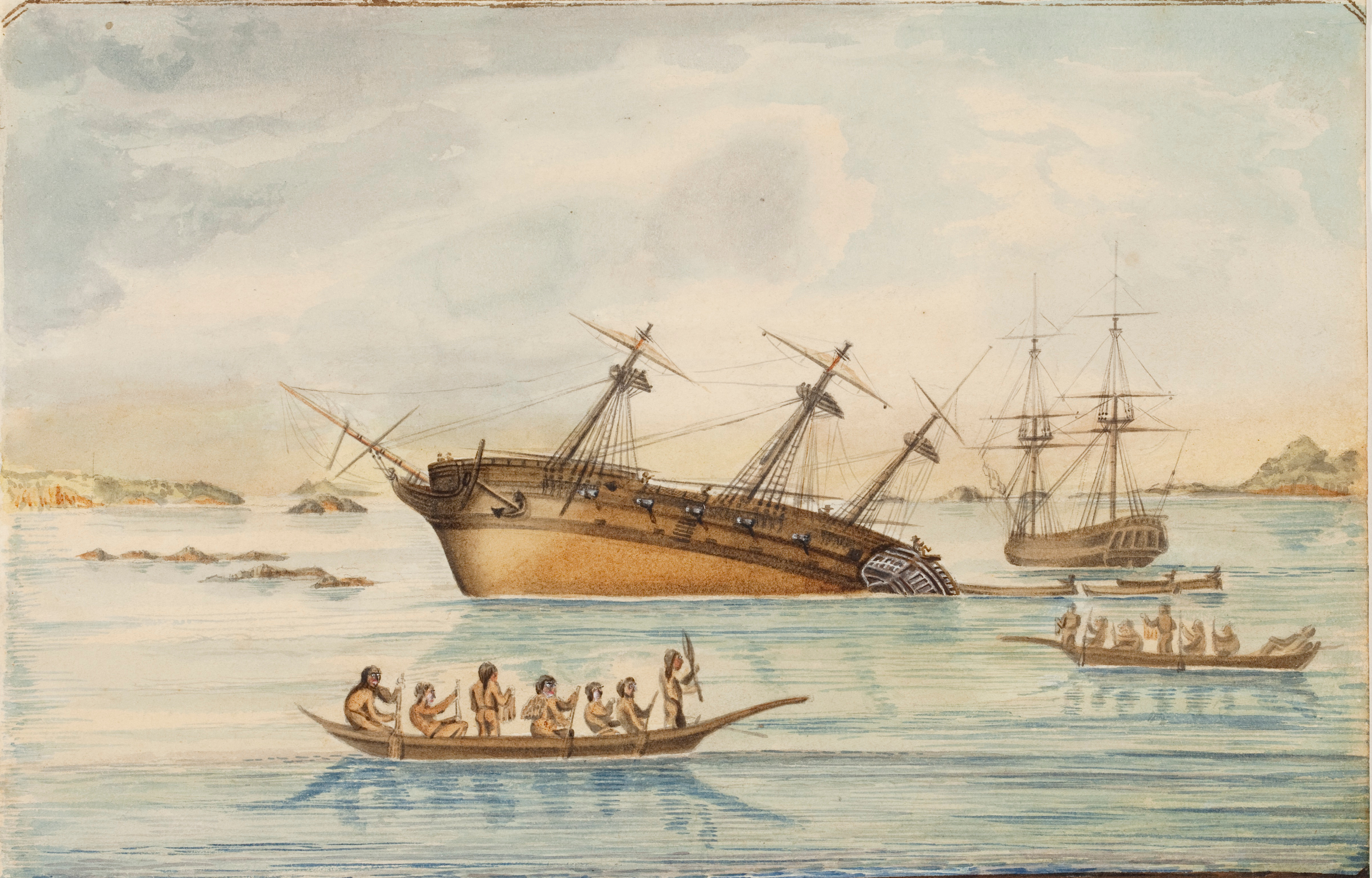
De Discovery liep begin augustus 1792 op de rotsen in Queen Charlotte Strait bij Fife Sound. Nog geen dag later liep ook de Chatham aan de grond op zo’n twee mijl daarvandaan.

De belangrijkste opdracht van de Discovery was het uitoefenen van de Britse soevereiniteit over de noordwestelijke kust van Amerika, nadat de Spanjaarden het aan de Nootka Sound gelegen Fort San Miguel hadden overgedragen. Verkenningen in samenwerking met de Spanjaarden werden als een belangrijke secundaire taak beschouwd. Het verkenningswerk verliep succesvol aangezien de verhoudingen met de Spanjaarden goed waren. Het kunnen aanvullen van de voorraden in het door Spanje gecontroleerde Californië was daarbij zeer welkom. Vancouver en de Spaanse commandant Juan Francisco de la Bodega y Quadra konden het zo goed met elkaar vinden dat Vancouver Island oorspronkelijk zelfs Vancouver and Quadra’s Island werd genoemd.
In 1793 voer de Discovery bij het aanbreken van een storm een baai binnen ten noorden van het Prins van Wales-eiland. Vanwege de beschutting die de baai bood werd deze hierop Port Protection gedoopt. Baker Point, de noordwestelijke punt van het eiland, werd vernoemd naar Joseph Baker, derde luitenant van de Discovery.
Het is opmerkelijk dat de Discovery tijdens de vijfjarige reis slechts zes matrozen verloor, alle in ongelukken en geen enkele naar aanleiding van scheurbuik of geweld.

### Diplomatieke taak
De rol van de Discovery was om een beslissing te forceren in de verdeling van de controle over Nootka Sound. Ondanks vier jaar overleg met hun beider regeringen, slaagden Vancouver en Quadra er niet in om een formele overeenkomst te sluiten.

## Na de expeditie
In juli 1795 kwam de Discovery aan op St. Helena. Daar veroverden de Discovery en de Chatham op 2 juli de Nederlandse Oost-Indiëvaarder de Makassar, die de haven aandeed, nog niet wetende dat de Bataafse Republiek en Groot-Brittannië in oorlog waren.
Vanaf Sint-Helena vertrok de Discovery in konvooi met HMS Sceptre, de Britse Oost-Indiëvaarder General Goddard, hun buit, en een aantal andere Oost-Indiëvaarders. In september kwamen ze aan in Shannon, van waaruit de Discovery de reis naar Engeland voortzette.
Na vier jaar op zee waren herstellingen hoogst noodzakelijk. Het schip werd opgelegd tot 1798, toen het werd omgebouwd tot een bombardeerschip, om hierna onder kapitein John Dick terug in actieve dienst te treden.
In oktober 1800 nam John Conn het bevel over. De Discovery nam in april 1801 deel aan de zeeslag bij Kopenhagen. In 1847 stemde de Admiralty toe in het toekennen van een Naval General Service Medal met hierop de tekst 'Kopenhagen 1801', aan alle overlevenden van deze militaire campagne.
Op 4 augustus 1801 dienden John Conn en de Discovery onder Nelson toen deze het plan opvatte om een kleine vijandelijke vloot onder de kust van Boulogne met bombardeerschepen aan te vallen. In de nacht van 15 augustus vielen de Britten aan in vier divisies, waarbij Conn het bevel voerde over vier schepen bewapend met houwitsers. Op de Discovery viel één gewonde bij deze onsuccesvolle Britse aanval. In oktober van dat jaar werd de Discovery uit actieve dienst genomen en in mei 1802 als reserveschip opgelegd.

## Latere dienst

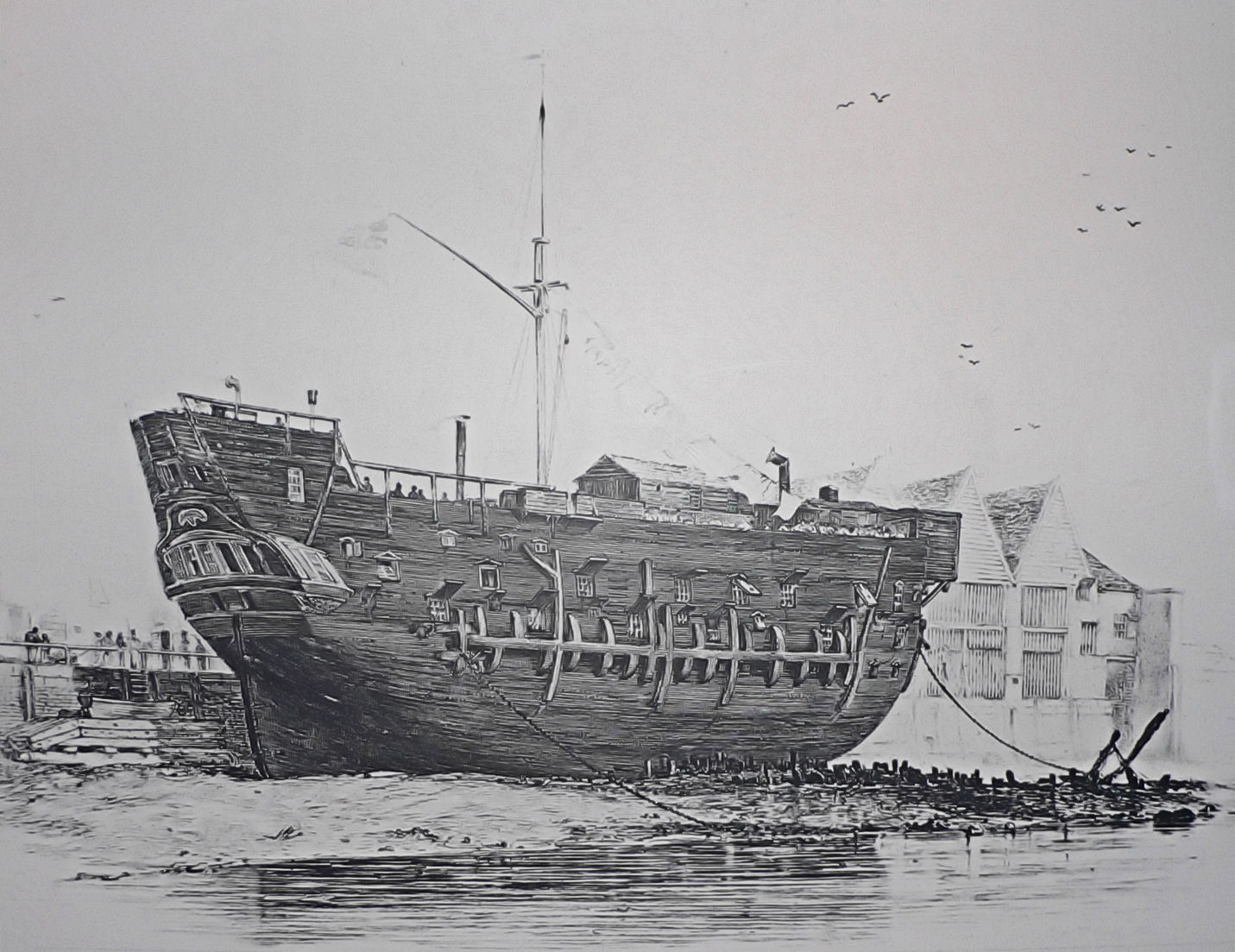
Discovery als een gevangenisschip bij Deptford

In mei 1803 kwam de Discovery terug in actieve dienst onder kapitein John Joyce, die in augustus door Charles Pickford werd vervangen. Pickford bleef het commando houden tot 1805.
In 1807 lag de Discovery bij Sheerness, dienstdoend als hospitaalschip. Die functie behield het schip tot 1815.
In 1818 werd de Discovery omgebouwd tot een gevangenisschip in Woolwich. In 1824 werd het schip overgebracht naar Deptford waar het tot ten minste 1831 dezelfde functie behield. In 1834 werd het op die plek gesloopt.

## Bekende bemanningsleden en passagiers
Vele bekende personen dienden op de grote reis van de Discovery:
- Kapitein George Vancouver
- Eerste luitenant Zachary Mudge – promotie naar admiraal in 1849
- Tweede luitenant Peter Puget – promotie naar divisie-admiraal (schout-bij-nacht in Nederland) in 1821
- Derde luitenant Joseph Baker – kapitein in 1809
- Navigator Joseph Whidbey – werd later een maritiem ingenieur, bekend vanwege de golfbreker bij Plymouth
- Thomas Manby – oorspronkelijk master’s mate, promotie naar luitenant op de Discovery
- William Robert Broughton – de bevelhebber van de Chatham, later divisieadmiraal
- Archibald Menzies – natuurwetenschapper en scheepsarts
- Thomas Pitt, tweede baron van Camelford – in ongenade teruggestuurd naar Engeland